# Palangka Raya

Palangka Raya, encore écrit Palangkaraya, est une ville d'Indonésie située dans le sud de l'île de Bornéo, sur le fleuve Kahayan, dans la province de Kalimantan central dont elle est la capitale.
Sa superficie de 2 679 km2 en fait la ville la plus étendue du pays.
La ville qui a le statut de kota, est aussi le siège du diocèse de Palangka Raya avec la cathédrale Sainte-Marie.
Palangka Raya fut construite en 1957 en pleine forêt, à partir du village de Pahandut. Une partie de son territoire est d'ailleurs encore couvert de forêt, y compris le parc national de Tangkiling.
La position géographique de Palangka Raya en centre de l'archipel indonésien, incite le gouvernement à envisager d'y déplacer sa capitale, faute de pouvoir restructurer Jakarta, extrêmement congestionnée. 
Le gouvernement annonce en 2019 s’apprêter à faire transférer la capitale (sans toutefois préciser le lieu de la future implantation). Les autorités réservent 300 000 hectares de terrain à Palangka Raya, au cas où la ville serait choisie comme future capitale, ce qui entraînerait une forte déforestation. Déménager la capitale pourrait prendre jusqu’à dix ans selon le gouvernement.

## Géographie

### Climat
| Mois                              | jan. | fév. | mars | avril | mai  | juin | jui. | août | sep. | oct. | nov. | déc. | année |
| --------------------------------- | ---- | ---- | ---- | ----- | ---- | ---- | ---- | ---- | ---- | ---- | ---- | ---- | ----- |
| Température minimale moyenne (°C) | 23   | 23   | 23,2 | 23,5  | 23,6 | 23,1 | 22,4 | 22   | 22,3 | 22,9 | 23,1 | 23   | 22,9  |
| Température moyenne (°C)          | 27,6 | 27,7 | 27,9 | 28,1  | 28,3 | 27,9 | 27,4 | 27,5 | 27,7 | 28   | 28   | 27,7 | 27,8  |
| Température maximale moyenne (°C) | 32,2 | 32,4 | 32,5 | 32,7  | 33   | 32,6 | 32,4 | 32,9 | 33,1 | 33,1 | 32,8 | 32,3 | 32,7  |

## Galerie

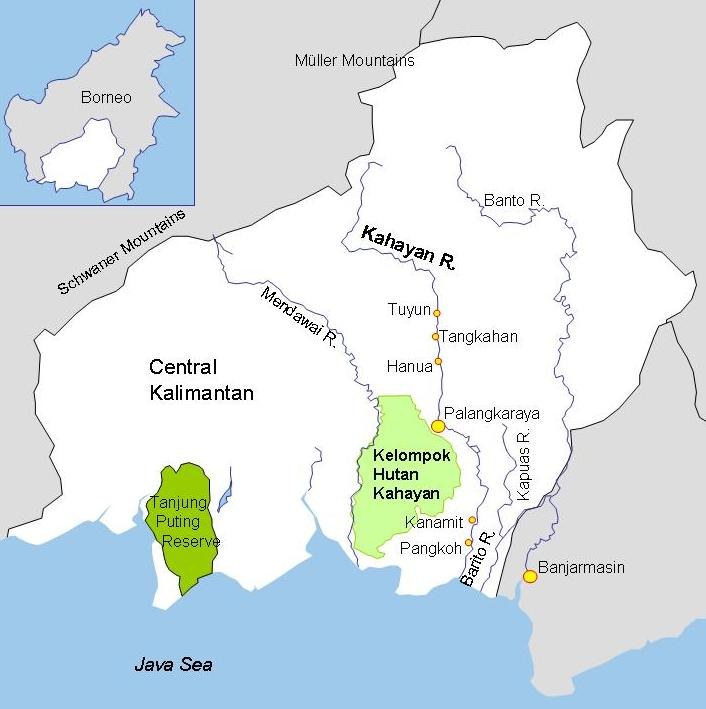
Situation de Palangka Raya.
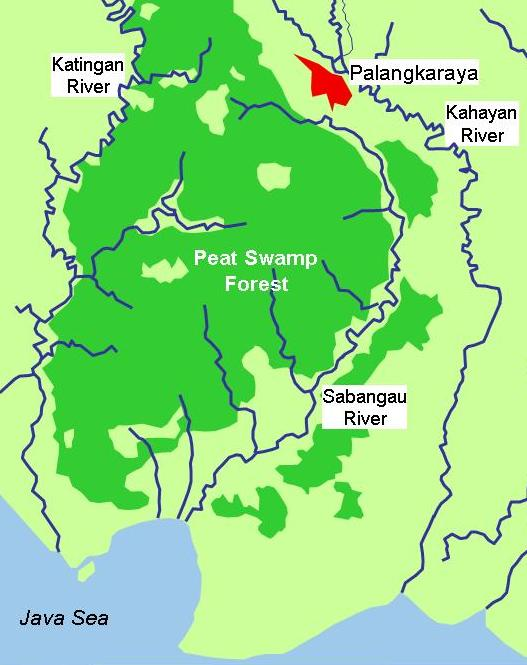
Situation de Palangka Raya par rapport aux fleuves Katingan, Sabangau et Kahayan.
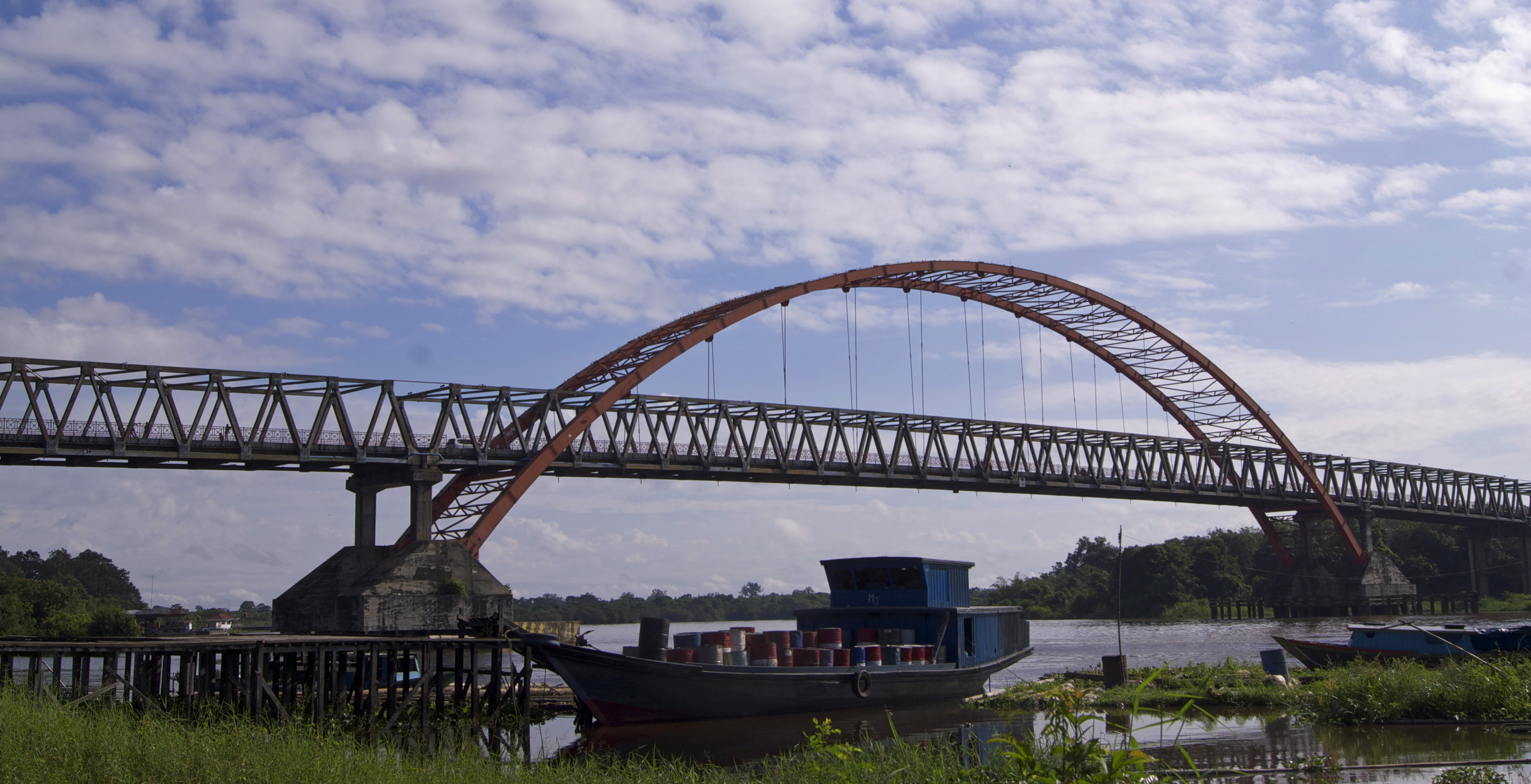
Le pont franchissant le fleuve Kahayan à Palangka Raya.